# 7 O’Clock News/Silent Night
7 O’Clock News/Silent Night ist ein Lied von Simon & Garfunkel, das im Jahr 1966 auf ihrem dritten Studioalbum Parsley, Sage, Rosemary and Thyme veröffentlicht wurde. Es besteht aus einer Collage des bekannten Weihnachtsliedes Stille Nacht, heilige Nacht, gesungen von Paul Simon und Art Garfunkel, und einer fiktiven Radio-Nachrichtensendung über reale Ereignisse vom 3. August 1966, die der Radiomoderator Charlie O’Donnell vorträgt.

## Vortrag

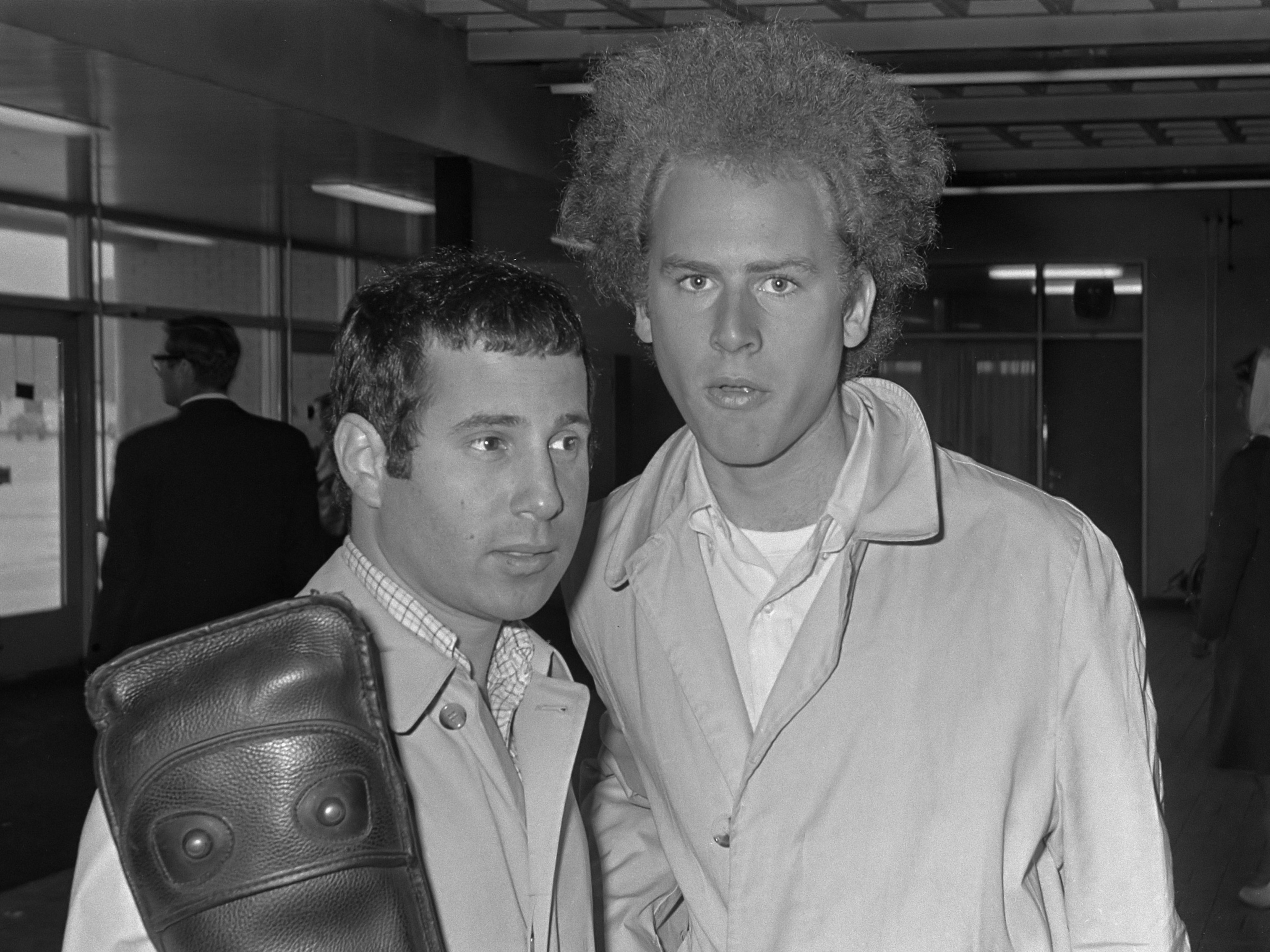
Simon & Garfunkel (1966)

Paul Simon und Art Garfunkel singen zweistimmig die englische Übersetzung des klassischen Weihnachtsliedes Stille Nacht, heilige Nacht von Franz Xaver Gruber und Joseph Mohr. Sie werden begleitet von einem Klavier, das die Akkorde aufgelöst als Arpeggien spielt. Der Pianist ist Art Garfunkel. Es ist das einzige Lied des Albums, auf dem Garfunkel ein Instrument spielt.
„Langsam und verstohlen“ (so Maury Dean) schleichen sich nüchtern vorgetragene Nachrichten in das Lied. Zuerst kaum hörbar werden sie immer lauter, bis die „engelsgleichen“ Stimmen Simons und Garfunkels mit ihrem leisen Lied kaum noch gegen die überlagernden Nachrichten ankämpfen können. Am Ende verabschiedet sich der Nachrichtensprecher, wünscht den Zuhörern eine gute Nacht und auch das Weihnachtslied bricht ab.

## Nachrichtenmeldungen
- Im Repräsentantenhaus der Vereinigten Staaten wird über den Civil Rights Act of 1968 debattiert. Das von Lyndon B. Johnson angestrebte vollständige Diskriminierungsverbot gilt als chancenlos, weswegen der Justizausschuss einen Kompromissvorschlag ausarbeitet.
- Der Komiker Lenny Bruce stirbt an einer Überdosis Drogen.
- Martin Luther King plant einen Protestmarsch gegen Diskriminierung auf dem Wohnungsmarkt nach Cicero, einem Vorort von Chicago, gegen den Widerstand des örtlichen Sheriffs Richard B. Ogilvie und trotz des angekündigten Einschreitens der Nationalgarde.
- Der Serienmörder Richard Speck wird des Mordes an neun Krankenschwestern angeklagt.
- Eine Anhörung des Komitees für unamerikanische Umtriebe zu den Protesten gegen den Vietnamkrieg wird durch Demonstranten gestört.
- Richard Nixon hält vor Veteranen der U. S. Army eine Rede, in der er eine Intensivierung des amerikanischen Kriegseinsatzes fordert und die Gegner des Vietnamkriegs als größte Waffe gegen die USA bezeichnet.

Personen und Ereignisse in den Nachrichten
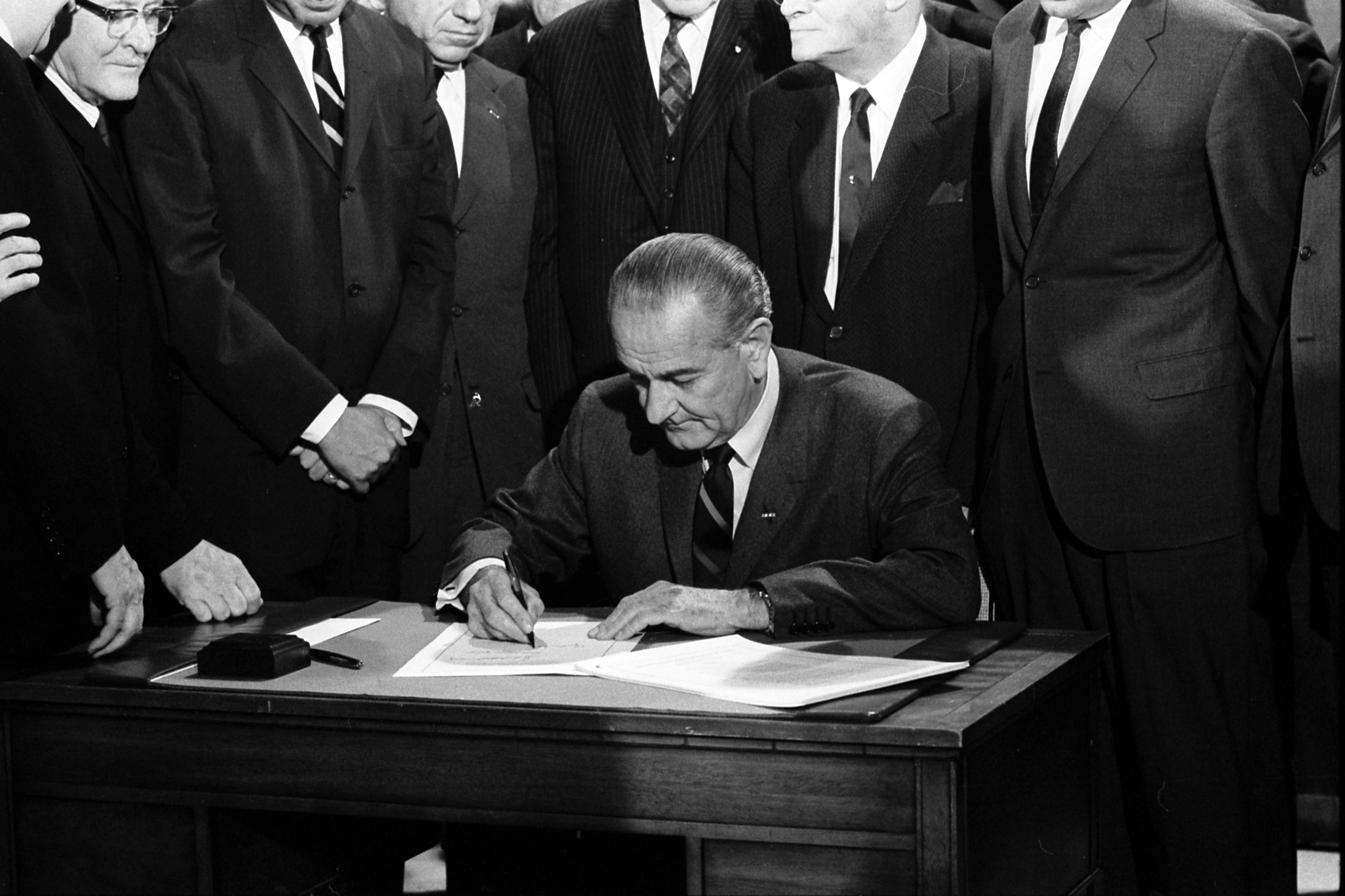
Lyndon B. Johnson (1968)
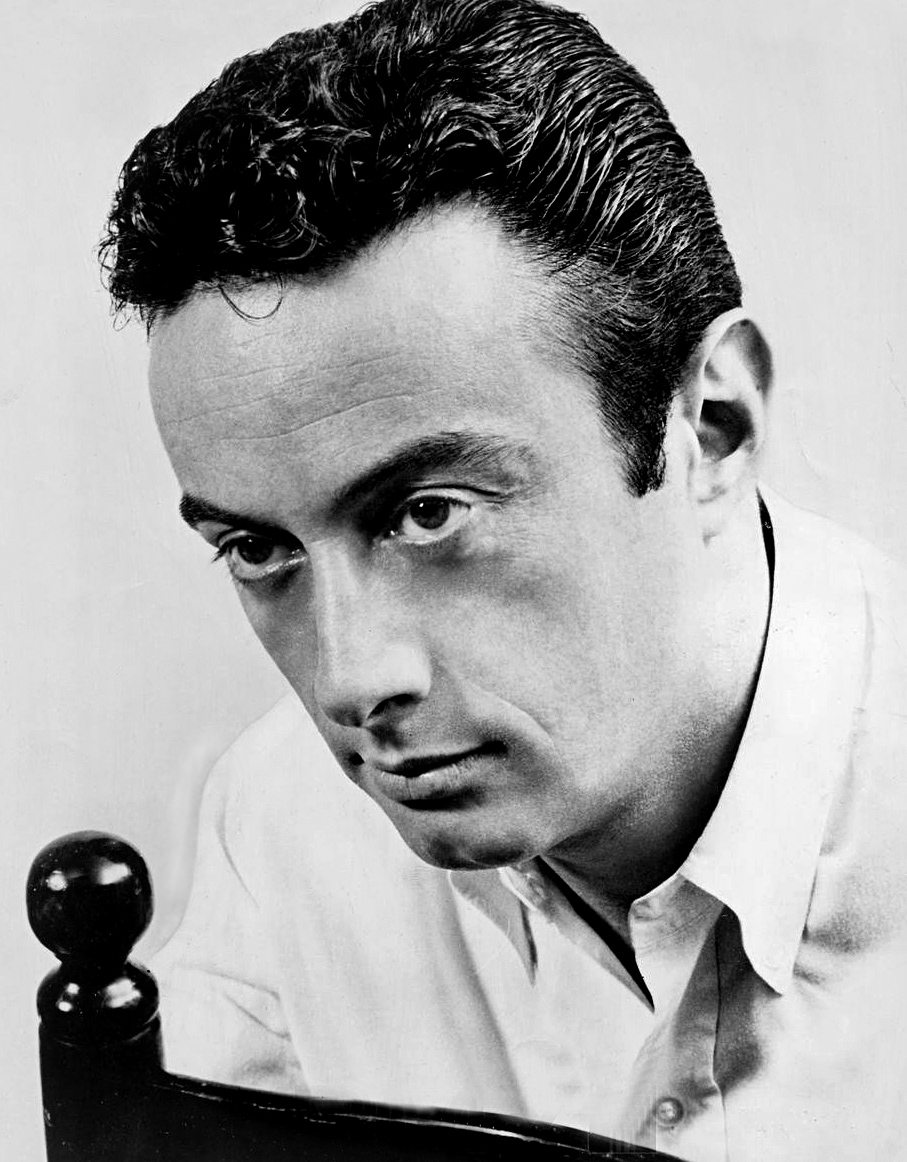
Lenny Bruce (1961)
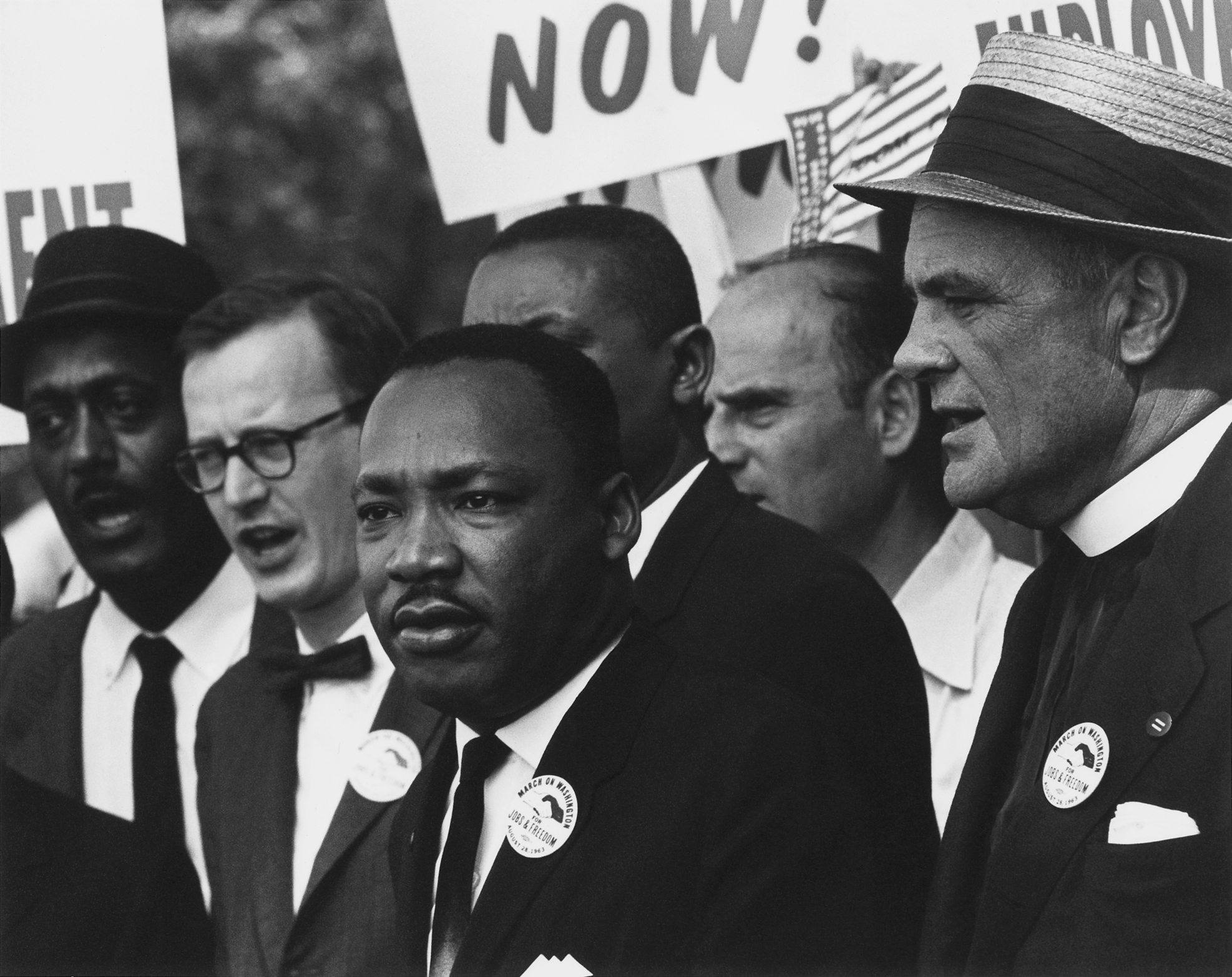
Martin Luther King (1963)
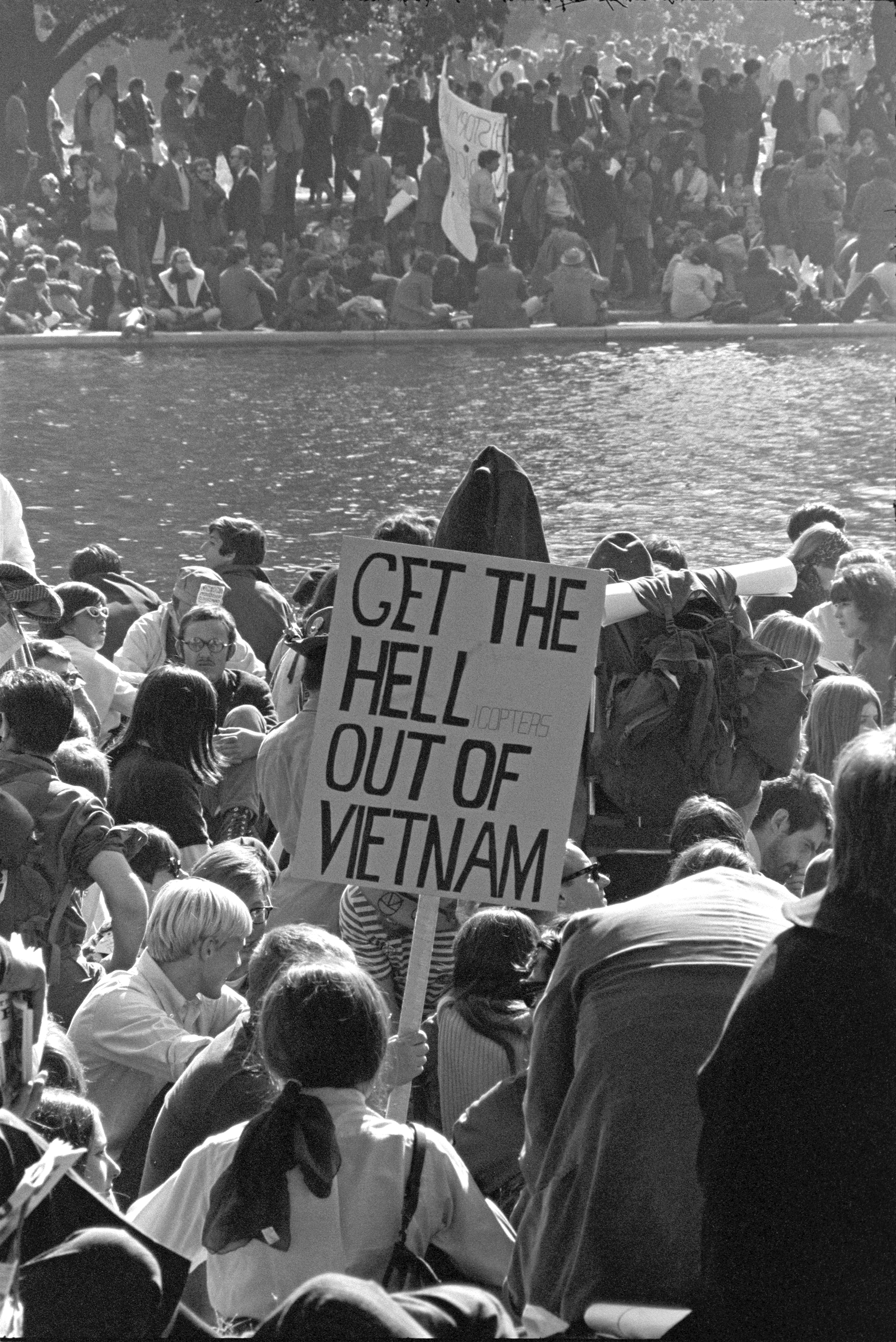
Proteste gegen den Vietnamkrieg (1967)
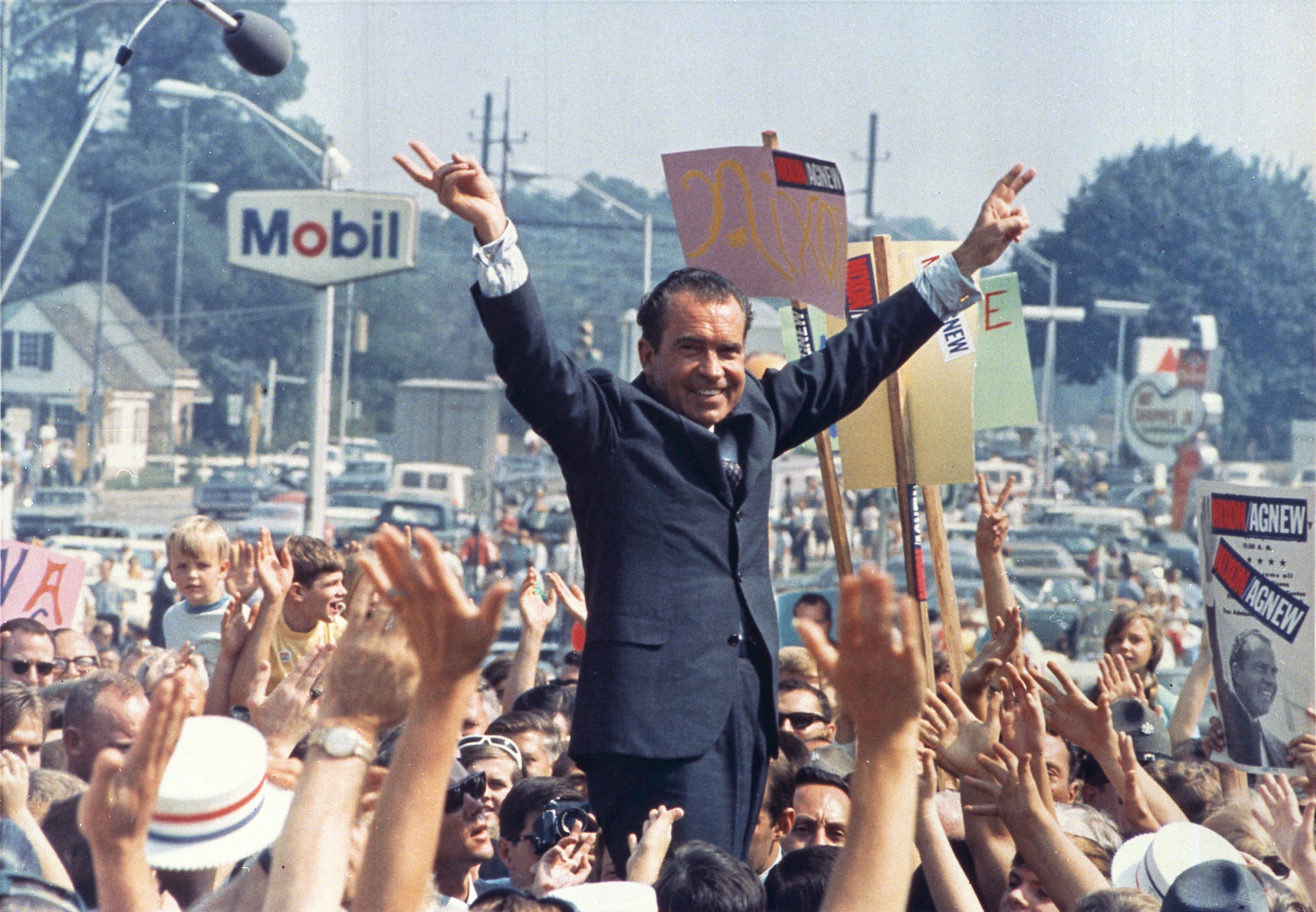
Richard Nixon (1969)

## Interpretation
Die Gegenüberstellung der düsteren Nachrichten mit zärtlich ausgedrückten Weihnachtsgefühlen bildet laut James Bennighof einen unverblümten ironischen Kommentar auf gesellschaftliche Missstände. Dabei erzeugt die Überlagerung der beiden Ebenen für Dorian Lynskey eine gespenstische Kraft, die über die vordergründige Ironie hinausreicht. Laut Cornel Bonca eröffnet das Lied einen Blick in Gewalt und Chaos in den USA Mitte der 1960er Jahre und die verborgene Sehnsucht nach Ruhe, stillen Nächten und Erlösung.
7 O’Clock News/Silent Night ist einer der seltenen Ausflüge von Simon & Garfunkel in politische Gefilde. Das Duo hat das gesamte Album Parsley, Sage, Rosemary and Thyme dem verstorbenen gesellschaftskritischen und mit zahlreichen Auftrittsverboten belegten Stand-up-Comedian Lenny Bruce gewidmet. Peter Ames Carlin hält das Lied hingegen nicht für explizit politisch, da es nach Paul Simons Zeit als politischer Liedermacher entstanden sei und die eingearbeiteten Meldungen ganz allgemein als schlechte Nachrichten aus dem Jahr 1966 anzusehen seien.
Mit Scarborough Fair/Canticle befindet sich auf dem Album Parsley, Sage, Rosemary and Thyme noch ein zweites Lied, das aus unterschiedlichen Quellen zusammengesetzt ist, nämlich dem traditionellen englischen Volkslied Scarborough Fair und Passagen aus Simons Eigenkomposition The Side of a Hill aus dem Jahr 1963, die einen Kontrapunkt zu der klassischen Melodie bilden. Die Anti-Kriegs-Botschaft des zweiten Stückes verleiht dem Text des Volksliedes über eine unmögliche Liebe laut James E. Perone eine übertragene Bedeutung: Einen Krieg zu führen für den Frieden wird zur ultimativen Unmöglichkeit. Scarborough Fair/Canticle war in den Jahren 1966–69 als Anti-Kriegs-Lied sehr erfolgreich. Es wurde ebenso wie 7 O’Clock News/Silent Night als künstlerischer Protest des Duos gegen den Vietnamkrieg verstanden.

## Rezeption
Die Rezension des Albums Parsley, Sage, Rosemary and Thyme in Billboard hob das Abschlussstück besonders hervor und urteilte, dass das Lied den Hörer mit einer so dramatischen Wucht treffe, dass es nicht leicht zu vergessen sei. Ralph J. Gleason schrieb 1966: „Als ich es zum ersten Mal hörte, lief es mir kalt über den Rücken und Tränen traten in meine Augen. Es ist eine der wirksamsten Aussagen über die heutige Welt, die ich je gehört habe.“ High Fidelity befand 1967, das Stück sei „bestürzend beredt wegen dem, was es unausgesprochen lässt“.
50 Jahre später nahm The Telegraph 7 O’Clock News/Silent Night in eine Liste der 100 besten Weihnachtslieder aller Zeiten auf und nannte es „ein wirkungsvolles, politisiertes Weihnachtslied, das zwischen Hoffnung und Verzweiflung balanciert“ und mit Bezug auf den Welthit The Sound of Silence: „Paul Simons Klang der Stille manifestiert sich.“ Matthew Greenwald bezeichnete das Lied auf Allmusic als einen „organischen Tagtraum-Alptraum, der beängstigend, real und unleugbar ist“.
Laut dem amerikanischen Musikmagazin Crawdaddy spielte eine Band namens The Hopeful um den Jahreswechsel 1966/67 ein Plagiat des Liedes mit dem Titel 6 O’Clock News/Silent Night ein, das aber unveröffentlicht blieb. Die B-Seite bildete die Kompilation 6 O’Clock News/America the Beautiful.
Im Dezember 1991 erreichte eine Neuveröffentlichung von 7 O’Clock News/Silent Night mit A Hazy Shade of Winter auf der A-Seite und Bridge Over Troubled Water auf der B-Seite die britischen Musikcharts, wo sich die Single sechs Wochen lang hielt und bis auf Position 30 stieg.